# Península Calcídica
La península Calcídica, en la Antigüedad clásica quersoneso Calcídica (en griego: Χερσόνησος Χαλκιδική), es una península localizada en el norte de Grecia que se adentra en el mar Egeo. Los griegos llamaban a esta zona  «el paraíso secreto de Grecia». 

## Geografía
La península forma parte de la región geográfica de Macedonia, y administrativamente pertenece a la periferia de Macedonia Central —siendo compartida entre las unidades periféricas de Calcídica (que comprende la mayor parte de la península) y de Tesalónica—, en el norte, y al estado monástico del Monte Athos, en el sureste, una comunidad de monasterios  ortodoxos que disfruta de un estatus autónomo dentro del Estado griego y de la Unión Europea.
Bañada por el mar Egeo, está delimitada por varios de sus golfos y mares: el golfo de Salónica, al suroeste; el mar Egeo propiamente dicho, al sur; y los golfos Estrimónico y Ierisos del mar de Tracia, al noreste. Su extremo meridional está formado por tres estrechas penínsulas paralelas que son, de oeste a este, las de Cassandra o Palene, Sithonia y Aktè separadas, respectivamente, por los golfos Toronáico y Singitico. En el norte, la península está delimitada por una depresión alargada que une los golfos Termaico y Estromónico y en la que se sitúan los lagos  Koronia y Volvi.
Tiene varios sitios antiguos: Olinto, Potidea, Estagira y Acanto.

## Historia
El nombre de la península hace referencia a la ciudad de Calcis en Eubea, de donde eran de los primeros colonos (siglo VIII a. C.).
En el periodo arcaico, los calcidios de Eubea, los eretrianos, los andrios y los corintios, atraídos por los recursos de madera y metal de la Calcídica, se instalaron en varias colonias:
- los calcidios: en Torona;
- los eretrianos: en Mende y Dikaia;
- los andrios: en Acanto, Sané, Estagira y Argilos;
- los corintios: en Potidea.

Durante la segunda guerra persa, las ciudades de la Calcídica contribuyeron con tropas al ejército de Jerjes I el Grande. Después de 478 a. C., se adhirieron a la Liga de Delos. En 432 a. C., potideos, calcidios y boecios se rebelaron con el apoyo de Pérdicas II, rey argéada del reino de Macedonia. 
Bajo el Imperio bizantino, la Calcídica formó parte del thema de Tesalónica hasta su conquista por los latinos después de la Cuarta cruzada. Luego fue parte del reino de Tesalónica hasta su conquista por el déspota de Epiro, Teodoro Comneno Ducas. En 1430, la Calcídica fue conquistada por los turcos otomanos. Formó parte del eyalato de Rumelia hasta 1826 y del eyalato de  Salónica entre 1826-1864, y, finalmente, del vilayato de Tesalónica entre 1864-1913.
Por el Tratado de Paz de Bucarest de 10 de agosto de 1913, que puso fin a la segunda guerra de los Balcanes, la Calcídica se incorporó al reino de Grecia.

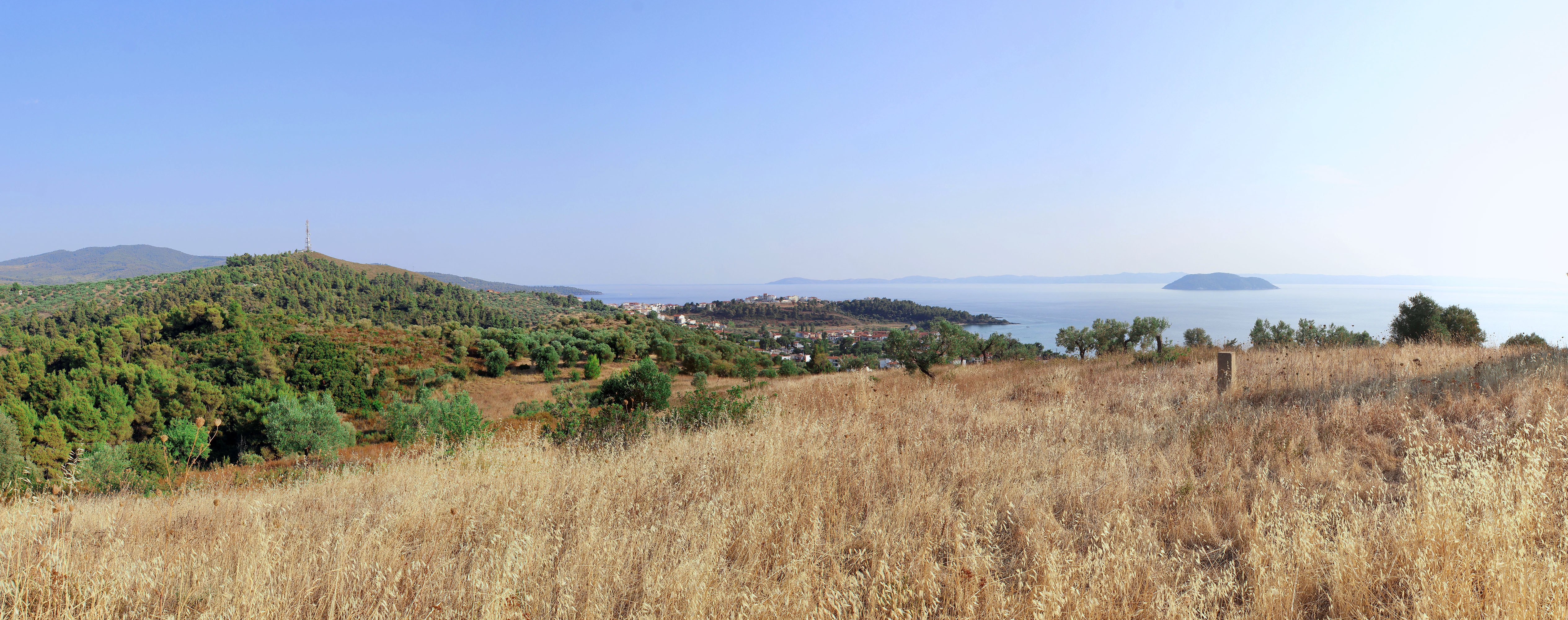
Vista de la villa de Neos Marmaras y de la isla de Kelyfos.